# Eldar Asimsade

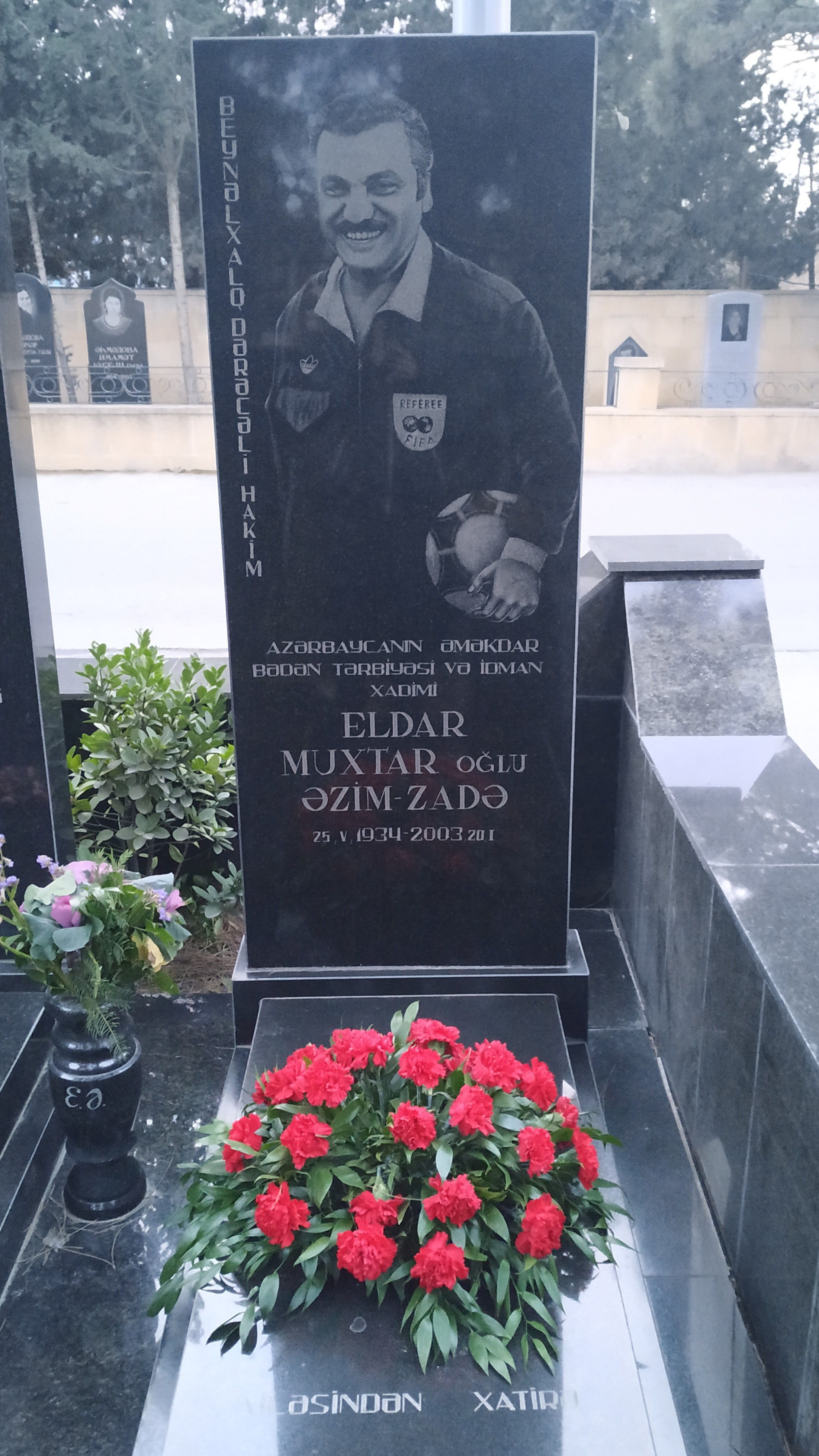
Grab von Eldar Asimsade

Eldar Muchtarowitsch Asimsade (russisch Эльдар Мухтарович Азимзаде, aserbaidschanisch Eldar Əzimzadə; * 25. Mai 1934 in Şuşa, Aserbaidschanische SSR, Sowjetunion; † 20. Januar 2003 in Baku) war ein sowjetischer Fußballschiedsrichter. Unter anderem war er der Schiedsrichter des Finalspieles bei den Olympischen Spielen 1980.